# Кузнечиха (Белозерский район)
Кузнечиха — деревня в Белозерском районе Вологодской области.
Входит в состав Антушевского сельского поселения, с точки зрения административно-территориального деления — в Антушевский сельсовет.
Расположена на берегу Лозского озера. Расстояние по автодороге до районного центра Белозерска составляет 22 км, до центра муниципального образования села Антушево — 9 км. Ближайшие населённые пункты — Березово, Кашкино, Сидорово.
Население по данным переписи 2002 года — 1 человек.